# Бузоулык
Бузоулык (баш. Быҙаулыҡ) — деревня в Благоварском районе Республики Башкортостан Российской Федерации. Входит в состав Удрякбашевского сельсовета. 

## География

### Географическое положение
Возле деревни расположен исток реки Большой Удряк. 
Расстояние до:
- районного центра (Языково): 25 км,
- центра сельсовета (Удрякбаш): 6 км,
- ближайшей ж/д станции (Благовар): 5 км.

## Население
| 2002 | 2009 | 2010 |
| ---- | ---- | ---- |
| 81   | →81  | ↗84  |

Согласно переписи 2002 года, преобладающая национальность — татары (96 %).